# جورج دارو
جورج دارو (بالإنجليزية: George Darrow)‏ هو لاعب كرة قاعدة أمريكي، ولد في 12 يوليو 1903 في بلويت في الولايات المتحدة، وتوفي في 24 مارس 1983 في سن في الولايات المتحدة.

## وصلات خارجية
- جورج دارو على موقعبيزبول رفرنس.كوم (الدوري الرئيسي) (الإنجليزية)